# Dobele-Krater
Koordinaten: 56° 35′ 0″ N, 23° 15′ 0″ O
Der Dobele-Krater ist ein Einschlagkrater in Lettland. Die Stadt Dobele (dt. Doblen) befindet sich auf dem Gebiet des Kraters.
Sein Durchmesser beträgt 4,5 Kilometer, das Alter wird auf etwa 290 Millionen Jahre geschätzt, das bedeutet, dass der Einschlag im Erdzeitalter Perm stattfand. Die Einschlagstruktur ist auf der Oberfläche nicht zu sehen.